# Jerzy Stańczyk
Jerzy Edward Stańczyk (ur. 11 lipca 1936 w Warszawie) – polski oficer, nadinspektor Policji, komendant główny Policji w latach 1995–1997.

## Życiorys
Ukończył studia na Wydziale Inżynierii Transportu Politechniki Szczecińskiej.
Do Milicji Obywatelskiej wstąpił w 1959. Zajmował m.in. stanowiska: wywiadowcy Komisariatu Portowego i technika Wydziału Kryminalnego Komendy Wojewódzkiej MO w Szczecinie. W latach 1972–1976 był kolejno zastępcą komendanta powiatowego w Świnoujściu, zastępcą komendanta miejskiego w Szczecinie i komendantem powiatowym w Świnoujściu. W latach 1976–1984 był zastępcą szefa Wojewódzkiego Urzędu Spraw Wewnętrznych ds. MO w Kielcach, a następnie zastępcą szefa WUSW w Szczecinie. W grudniu 1989 kierował akcją Milicji Obywatelskiej w czasie protestu więźniów w zakładzie karnym w Goleniowie i Nowogardzie. W tym czasie służył w stopniu pułkownika.
Po przekształceniu MO w policję został komendantem wojewódzkim w Szczecinie. W latach 1994–1995 zajmował stanowisko komendanta stołecznego w Warszawie. Od 7 marca 1995 do 3 stycznia 1997 pełnił funkcję komendanta głównego Policji. W latach 1997–2002 był radcą–ministrem pełnomocnym w Ambasadzie RP w RFN.

## Odznaczenia
- Krzyż Komandorski z Gwiazdą Orderu Odrodzenia Polski (1997)[2]